# Alfredo Canevari
Alfredo Canevari (Viterbo, 3 giugno 1857 – Viterbo, 31 dicembre 1945) è stato un avvocato e politico italiano.